# Khedrub Gyatsho
| Tibetische Bezeichnung                                |
| ----------------------------------------------------- |
| Tibetische Schrift: མཁས་གྲུབ་རྒྱ་མཚོ                       |
| Wylie-Transliteration: mkhas grub rgya mtsho          |
| Aussprache in IPA: [kʰɛʈʂup catsʰɔ]                   |
| Offizielle Transkription der VRCh: Kaizhub Gyaco      |
| THDL-Transkription: Kedrup Gyatso                     |
| Andere Schreibweisen: Khedrub Gyatsho, Khedrup Gyatso |
| Chinesische Bezeichnung                               |
| Traditionell: 凱珠嘉措                                |
| Vereinfacht: 凯珠嘉措                                 |
| Pinyin:Kǎizhū Jiācuò                                  |

Khedrub Gyatsho (geboren 1. November 1838 in Kangding im heutigen Sichuan; gestorben 31. Januar 1856) war der elfte Dalai Lama.

## Leben
Khedrub Gyatsho starb schon in jungen Jahren und infolge des damaligen Konfliktes zwischen Tibet und dem Kaiserreich China gibt es keine Aufzeichnungen über sein Leben.
Da drei Kandidaten als Inkarnation des zehnten Dalai Lamas infrage kamen, wurde Khedrub Gyatso mithilfe der von Kaiser Qian Long gestifteten Goldenen Urne durch Los bestimmt. 1846 nahm der 11. Dalai Lama vor dem 7. Panchen Lama sein Mönchsgelübde im Jokhang in Lhasa. 1852 besuchte er die Klöster Sera, Drepung, Ganden, Chökhorgyel am Lhamo Lhatso (ein heiliger See in Tibet; tib.: lha mo bla mtsho) und Samye, um dort Lehrreden zu halten und Almosen auszuteilen. Im März 1855 übernahm er die weltliche Macht in Tibet, die er weniger als ein Jahr lang ausübte, da er schon am 31. Januar 1856 verstarb.